# Nogolotka jawajska
Nogolotka jawajska (Rhacophorus reinwardtii), zwana też latającą żabą jawajską – gatunek płaza bezogonowego z rodziny nogolotkowatych (Rhacophoridae). Zamieszkuje lasy tropikalne Jawy. Słynie ze swojej zdolności lotu ślizgowego.

## Systematyka
Dawniej gatunek ten był szeroko ujmowany i zaliczano doń populacje szeroko rozprzestrzenione w Azji Południowo-Wschodniej (w Tajlandii, Malezji, Laosie, Indonezji i Wietnamie) oraz południowych Chinach. W dwóch pierwszych dekadach XXI wieku większość populacji wyodrębniono jednak do osobnych, nowo opisanych gatunków: Rhacophorus kio, Rhacophorus norhayatiae i Rhacophorus borneensis.

## Zasięg występowania
Po zmianach w taksonomii zasięg gatunku ogranicza się do indonezyjskiej wyspy Jawa i jest on tam szeroko rozprzestrzeniony. Istnieją pojedyncze stwierdzenia z północno-wschodnich Indii ze stanów Manipur i Sikkim, jednak wydają się one wątpliwe.
Gatunek występuje maksymalnie do wysokości 2000 m n.p.m., jednak głównie na niższych wysokościach.

## Morfologia
Ma zieloną skórę i oczy, płaską, szeroką głowę, wyglądem ogólnie przypomina rzekotkę. Palce wszystkich jej kończyn są spięte obszernymi błonami pływnymi, a wzdłuż zewnętrznego skraju przedramion ciągną się wydatne fałdy skórne.

## Tryb życia
Nogolotka jawajska żyje w wysokich koronach drzew tropikalnych lasów deszczowych, zarówno pierwotnych, jak i wtórnych. Obserwowano ją też na obrzeżach lasów w pobliżu wiosek. Do nadrzewnego trybu życia jest dobrze przystosowana. Nie jest jedyną żabą ze swojej wielogatunkowej rodziny, która umie szybować, lecz szczególnie wyróżnia się tą umiejętnością. Po odbiciu się od gałęzi drzewa spłaszcza tułów, rozstawia szeroko kończyny i naciąga błony między palcami, przybierając kształt latawca. W ten sposób potrafi pokonać w powietrzu odległość nawet do 20 m. Jest to skuteczna ucieczka przed drapieżnikami niezdolnymi do lotu.